# Monegaskisk
Monegasksisk er en dialekt af det romanske sprog ligurisk, der tales i regionen Ligurien. Monegaskisk er nationalt sprog i Monaco, mens fransk er landets officielle sprog.
I Monacos skoler undervises der i monegaskisk.
| Sprog | Spire Denne artikel om sprog er en spire som bør udbygges. Du er velkommen til at hjælpe Wikipedia ved at udvide den. |